# Crimea Music Fest 2011
Crimea Music Fest 2011 — перший Кримський музичний фестиваль, який проходив з 6-го по 10-те вересня 2011 року в Ялті, Україна.
У конкурсній програмі першого фестивалю брали участь представники 19 країн із п'яти континентів (Євразія, Африка, Австралія, Південна Америка й Північна Америка). Вікове обмеження для учасників конкурсу — від 18 до 30 років включно. Кожний конкурсант представив дві пісні — перший виступ мав бути в етнічному стилі й демонструвати національні особливості країни конкурсанта, під час другого виступу учасники співали всесвітньо відомі хіти.

## Конкурсанти
- Кароліна Сото (Переможець)
- Злата Огневич (Перше місце, Приз преси «Зоряний коник»)
- Ніхіла Д'Суза (Друге місце)
- Сестри Умара й Умарія (Третє місце)
- Гурт «Rin'Go» («Зірка Алли»)
- Реймон Дюран
- Герлі Падар
- Ділан Ллойд
- Хесус де Мануель
- Улла Шей
- Лаша Рамішвілі
- Осмо Іконен
- Маркус
- Джамал
- Антігоні Псіхрамі
- Надер Гірат
- Гурт «Penta Kenya»
- Вікторія Черенцова
- Чжу Чень Чень

## Журі
- Софія Ротару ( Україна) — Голова журі
- Валерій Леонтьєв ( Росія)
- Глорія Гейнор ( США)
- Антеро Пайвалайнен ( Фінляндія)
- Олександр Бард ( Швеція)
- Деміс Русос ( Греція)
- Ерол Ярас ( Туреччина)

## Фінал
Гран-прі й 100 тисяч доларів журі присудило Кароліні Сото з Чилі. Перше місце завоювала Злата Огневич. Українській співачці також присудили Приз преси фестивалю Crimea Music Fest, що зробив відомий скульптор Олег Пінчук. Друге місце в конкурсанта з Індії Ніхіла Д'Суза. Третє місце журі присудило сестрам зі Шрі-Ланки Умарі й Умарії. «Зірку Алли» художній керівник фестивалю Алла Пугачова вручила групі Rin'Go з Казахстану.